# La Esperanza, Dolores Hidalgo
La Esperanza är en ort i Mexiko.   Den ligger i kommunen Dolores Hidalgo och delstaten Guanajuato, i den centrala delen av landet, 270 km nordväst om huvudstaden Mexico City. La Esperanza ligger 1 997 meter över havet och antalet invånare är 166.
Terrängen runt La Esperanza är en högslätt. Runt La Esperanza är det ganska tätbefolkat, med 93 invånare per kvadratkilometer. Närmaste större samhälle är Dolores Hidalgo, 14,4 km sydväst om La Esperanza. Trakten runt La Esperanza består till största delen av jordbruksmark.